# Lycoperdon pulcherrimum
Lycoperdon pulcherrimum là loài nấm trong chi Lycoperdon. Nó được mô tả khoa học lần đầu năm 1873 bởi Miles Joseph Berkeley và Moses Ashley Curtis.

## Hình ảnh

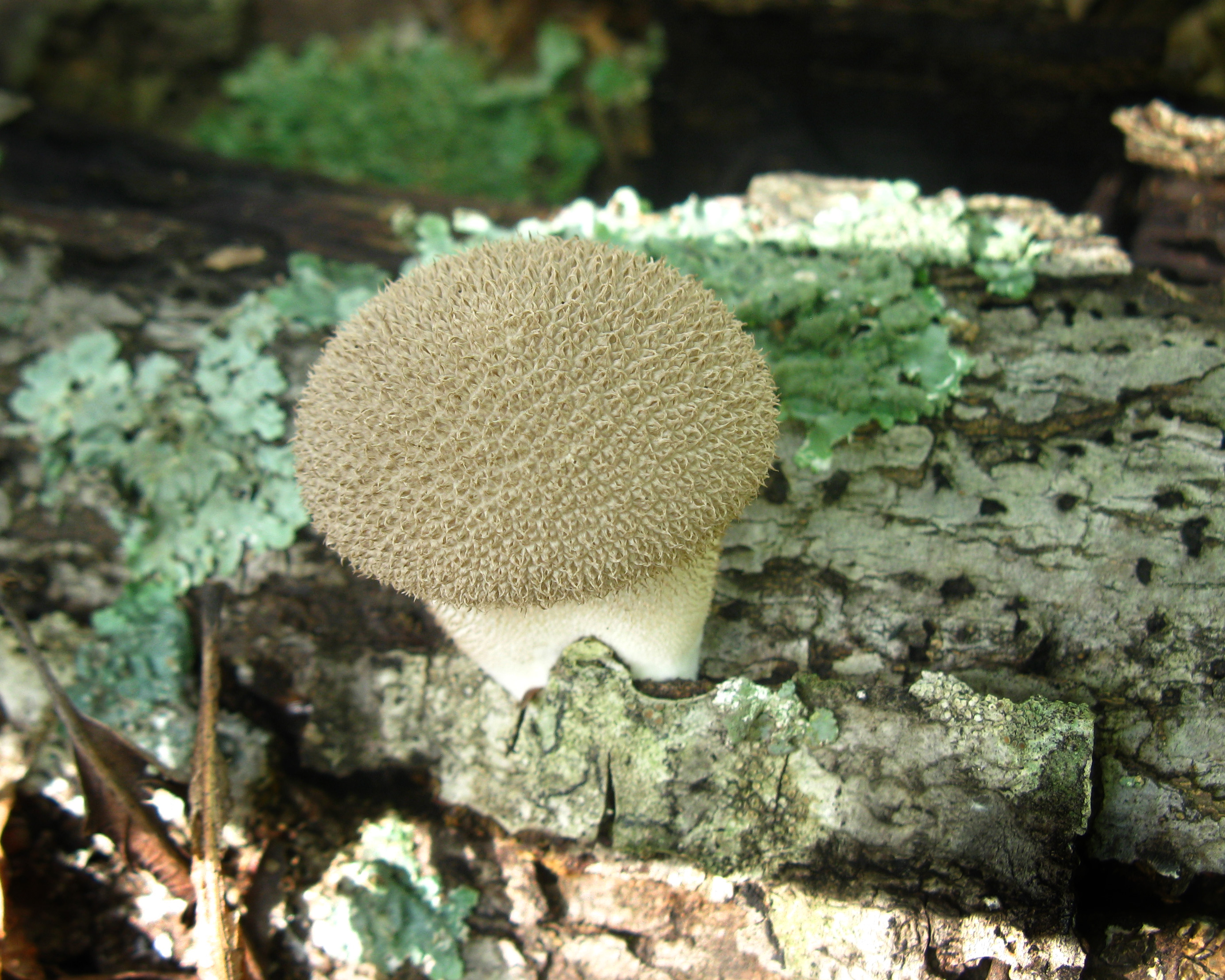